# Diana Bang
Diana Bang (* 1981 in Vancouver, Kanada) ist eine kanadische Schauspielerin, Autorin und Produzentin.

## Leben und Wirken
Diana Bang ist vor allem durch ihre Rollen in den Filmen The Interview (2014), Tom, Dick & Harriet (2013) und Panmunjom (2012) bekannt. Bangs Eltern sind in Kanada eingewanderte Migranten aus Korea. Vor ihrem Karrierestart als Schauspielerin studierte sie Psychologie und Geographie an der University of British Columbia. Bang ist ein Mitglied der Vancouver Comedy Improv Group Assaulted Fish.

## Filmografie (Auswahl)
- 2010: Mrs. Miracle 2 – Ein zauberhaftes Weihnachtsfest (Call Me Mrs. Miracle)
- 2012: Continuum (Fernsehserie, 1 Folge)
- 2013–2017: Bates Motel (Fernsehserie, 5 Folgen)
- 2013: Tom Dick & Harriet
- 2013: Eve of Destruction (Fernsehserie, 2 Folgen)
- 2014: The Interview
- 2015: The Tree Inside
- 2016: The Master Cleanse
- 2016 Second Chance (Fernsehserie, 4 Folgen)
- 2016: Paranormal Solutions Inc. (Fernsehserie, 8 Folgen)
- 2018: Appgefahren – Alles ist möglich
- 2018: Zwischenstation (Boundaries)
- 2019: Unspeakable (Miniserie, 4 Folgen)
- 2019: Layne am Limit (Fast Layne, Fernsehserie, 7 Folgen)
- 2020: The Order (Fernsehserie, 7 Folgen)
- 2020–2021: Der Babysitter-Club (The Baby-Sitters Club, Fernsehserie, 3 Folgen)
- 2020–2021: Die Astronauten (The Astronauts, Fernsehserie, 10 Folgen)
- 2021–2022: Resident Alien (Fernsehserie, 12 Folgen)
- 2021: Y: The Last Man (Fernsehserie, 5 Folgen)
- 2023: The Flash (Fernsehserie, 1 Folge)